# Flurlingen
Flurlingen (gzu. Fluerlinge) – miejscowość i gmina (Politische Gemeinde) w północnej Szwajcarii, w kantonie Zurych, w okręgu (Bezirk) Andelfingen. Leży nad Renem.

## Demografia
We Flurlingen mieszka 1513 osób. W 2021 roku 15,1% populacji gminy stanowiły osoby urodzone poza Szwajcarią.

## Transport
Przez teren gminy przebiegają autostrada A4 oraz droga główna nr 15.